# Regierung Menzies VI
Die Regierung Menzies VI regierte Australien vom 11. Januar 1956 bis zum 10. Dezember 1958. Es handelte sich um eine Koalitionsregierung der Liberal Party (LP) und der Country Party (CP).
Eine Spaltung der Labor Party 1955 nutzte Premierminister Robert Menzies, um am 10. Dezember 1955 vorgezogenen Wahlen für beide Häuser des Parlaments abzuhalten. Die Koalition erhielt mit 75 von 124 Sitzen im Repräsentantenhaus eine Mehrheit und die Hälfte der 60 Senatssitze. Bei der folgenden Parlamentswahl am 22. November 1958 gewannen sowohl die Liberal Party als auch die Country Party je einen Sitz im Repräsentantenhaus und verfügten nun über 77 von 124 Sitzen. Im Senat erhielt die Koalition 32 der 60 Mandate. Menzies, der bereits seit 1949 Premierminister war, führte auch weiterhin eine Koalitionsregierung von Liberal und Country Party.
Die Regierung Menzies VI war die erste, bei der zwischen Kabinettministern und Juniorministern unterschieden wurde.

## Ministerliste
| Kabinett                                 | Kabinett                | Kabinett                             | Kabinett                             | Kabinett |
| Amt                                      | Minister                | Partei                               | Amtszeit                             | Bild     |
| ---------------------------------------- | ----------------------- | ------------------------------------ | ------------------------------------ | -------- |
| Premierminister                          | Robert Menzies          | LP                                   | 11. Januar 1956 – 10. Dezember 1958  |          |
| Schatzminister                           | Arthur Fadden           | CP                                   | 11. Januar 1956 – 10. Dezember 1958  |          |
| Vizepräsident des Executive Council      | Eric Harrison           | LP                                   | 11. Januar 1956 – 24. Oktober 1956   |          |
| Vizepräsident des Executive Council      | Neil O’Sullivan         | LP                                   | 24. Oktober 1956 – 10. Dezember 1958 |          |
| Minister für Rüstungsproduktion          | Eric Harrison           | LP                                   | 11. Januar 1956 – 24. Oktober 1956   |          |
| Minister für Rüstungsproduktion          | Howard Beale            | LP                                   | 24. Oktober 1956 – 10. Februar 1958  |          |
| Minister für Rüstungsproduktion          | Athol Townley           | LP                                   | 10. Februar 1958 – 10. Dezember 1958 |          |
| Armeeminister                            | Eric Harrison           | LP                                   | 11. Januar 1956 – 28. Februar 1956   |          |
| Minister für Arbeit und Wehrpflicht      | Harold Holt             | LP                                   | 11. Januar 1956 – 10. Dezember 1958  |          |
| Minister für Einwanderung                | Harold Holt             | LP                                   | 11. Januar 1956 – 24. Oktober 1956   |          |
| Minister für Einwanderung                | Athol Townley           | LP                                   | 24. Oktober 1956 – 19. März 1958     |          |
| Handelsminister                          | John McEwen             | CP                                   | 11. Januar 1956 – 10. Dezember 1958  |          |
| Außenminister                            | Richard Casey           | LP                                   | 11. Januar 1956 – 10. Dezember 1958  |          |
| Forschungsminister                       | Richard Casey           | LP                                   | 11. Januar 1956 – 10. Dezember 1958  |          |
| Verteidigungsminister                    | Philip McBride          | LP                                   | 11. Januar 1956 – 10. Dezember 1958  |          |
| Marineminister                           | Neil O’Sullivan         | LP                                   | 11. Januar 1956 – 24. Oktober 1956   |          |
| Generalstaatsanwalt                      | John Spicer             | LP                                   | 11. Januar 1956 – 14. August 1956    |          |
| Generalstaatsanwalt                      | Neil O’Sullivan         | LP                                   | 15. August 1956 – 10. Dezember 1958  |          |
| Minister für nationale Entwicklung       | Bill Spooner            | LP                                   | 11. Januar 1956 – 10. Dezember 1958  |          |
| Minister für die Luftwaffe               | Athol Townley           | LP                                   | 11. Januar 1956 – 24. Oktober 1956   |          |
| Minister für die Luftfahrt               | Athol Townley           | LP                                   | 11. Januar 1956 – 24. Oktober 1956   |          |
| Shane Paltridge                          | LP                      | 24. Oktober 1956 – 10. Dezember 1958 |                                      |          |
| Minister für Territorien                 | Paul Hasluck            | LP                                   | 11. Januar 1956 – 10. Dezember 1958  |          |
| Minister für Versorgung                  | Howard Beale            | LP                                   | 11. Januar 1956 – 10. Februar 1958   |          |
| Minister für Versorgung                  | Athol Townley           | LP                                   | 11. Februar 1958 – 10. Dezember 1958 |          |
| Minister für die Grundstoffindustrie     | William McMahon         | LP                                   | 11. Januar 1956 – 10. Dezember 1958  |          |
| Sozialminister                           | William McMahon         | LP                                   | 11. Januar 1956 – 28. Februar 1956   |          |
| Minister für Schifffahrt und Verkehr     | Shane Paltridge         | LP                                   | 11. Januar 1956 – 10. Dezember 1958  |          |
|                                          |                         |                                      |                                      |          |
| Juniorminister                           |                         |                                      |                                      |          |
| Armeeminister                            | John Cramer             | LP                                   | 28. Februar 1956 – 10. Dezember 1958 |          |
| Minister für Einwanderung                | Alick Downer            | LP                                   | 20. März 1958 – 10. Dezember 1958    |          |
| Marineminister                           | Charles Davidson        | CP                                   | 24. Oktober 1956 – 10. Dezember 1958 |          |
| Minister für die Luftwaffe               | Frederick Osborne       | LP                                   | 24. Oktober 1956 – 10. Dezember 1958 |          |
| Minister für Repatriierung               | Walter Cooper           | CP                                   | 11. Januar 1956 – 10. Dezember 1958  |          |
| Sozialminister                           | Hugh Roberton           | CP                                   | 28. Februar 1956 – 10. Dezember 1958 |          |
| Gesundheitsminister                      | Donald Alastair Cameron | LP                                   | 11. Januar 1956 – 10. Dezember 1958  |          |
| Generalpostmeister                       | Charles Davidson        | CP                                   | 11. Januar 1956 – 10. Dezember 1958  |          |
| Minister für Zölle und Verbrauchssteuern | Frederick Osborne       | LP                                   | 11. Januar 1956 – 24. Oktober 1956   |          |
| Minister für Zölle und Verbrauchssteuern | Denham Henty            | LP                                   | 24. Oktober 1956 – 10. Dezember 1958 |          |
| Innenminister                            | Allen Fairhall          | LP                                   | 11. Januar 1956 – 10. Dezember 1958  |          |
| Bauminister                              | Allen Fairhall          | LP                                   | 11. Januar 1956 – 10. Dezember 1958  |          |